# Liga Premier de Hong Kong 2016-17
La Liga Premier de Hong Kong 2016-17 fue la tercera temporada de la Liga Premier de Hong Kong, la máxima categoría del fútbol en Hong Kong. La temporada comenzó el 26 de agosto de 2016, y finalizó con la última jornada, disputada el 22 de mayo de 2017. El Kitchee SC resultó campeón de la liga.
La liga fue disputada por once equipos, dos más que la temporada anterior: siete equipos de la temporada 2015-16, dos equipos promovidos de la Primera División de Hong Kong 2015-16, y dos franquicias nuevas. El Eastern AA partió como defensor del título.

## Equipos
El Wong Tai Sin descendió al finalizar últimos en la temporada anterior. Ascendieron el Tai Po como campeón de la Primera División de Hong Kong 2015-16, y el Hong Kong FC como subcampeón. El Tai Po regresó luego de estar una temporada en la división de plata, mientras el HKFC no jugaba en la máxima categoría desde la temporada 2010-11.
El Dreams Metro Gallery desistió de participar por problemas financieros, y su cupo fue ocupado por el Hong Kong Sapling, que disputó por última vez en las categoría del fútbol de Hong Kong en la temporada 2011-12; y el club chino Guangzhou R&F le fue permitido inscribir un club juvenil sub-19 en la categoría.

### Ciudades y estadios
Equipos ordenados alfabéticamente. En cursiva los ascendidos a la categoría. Algunos equipos cambian temporalmente sus nombres oficiales, por razones de patrocinio.
| Equipo               | Estadio            | Ciudad        | Capacidad |
| -------------------- | ------------------ | ------------- | --------- |
| Biu Chun Glory Sky   | C.D. Hammer Hill   | Choi Hung     | 2.200     |
| Eastern Long Lions   | Mong Kok           | Mong Kok      | 6.664     |
| Hong Kong FC         | Hong Kong FC       | Happy Valley  | 2.750     |
| HK Pegasus FC        | Hong Kong          | Son Ko Po     | 40.000    |
| Kitchee SC           | Mong Kok           | Mong Kok      | 6.664     |
| KMB Yuen Long        | Yuen Long          | Yuen Long     | 4.932     |
| Kwoon Chung Southern | C.D. Aberdeen      | Aberdeen      | 4.000     |
| Lee Man Rangers      | C.D. Tsing Yi      | Tsing Yi      | 1,500     |
| South China          | C.D. Tseung Kwan O | Tseung Kwan O | 3.500     |
| Wofoo Tai Po         | C.D. Tai Po        | Tai Po        | 3.200     |
| R&F FC (Hong Kong)   | C.D. Siu Sai Wan   | Siu Sai Wan   | 11.981    |

### Jugadores foráneos
El número de jugadores extranjeros está restringido a seis por equipo, incluyendo un jugador de los países de la AFC, con un máximo de cuatro en cancha durante los partidos.
| Club                 | Jugador 1                                             | Jugador 2                                             | Jugador 3                                             | Jugador 4                                             | Jugador 5                                             | Jugador AFC                                           |
| -------------------- | ----------------------------------------------------- | ----------------------------------------------------- | ----------------------------------------------------- | ----------------------------------------------------- | ----------------------------------------------------- | ----------------------------------------------------- |
| Biu Chun Glory Sky   | Mirko Teodorović                                      | Everton Camargo                                       | Igor Miović                                           | Oleksiy Shlyakotin                                    | Lee Kil-hoon                                          | Yoon Dong-hun                                         |
| Eastern Long Lions   | Manuel Bleda                                          | Diego Eli                                             | Michel Lugo                                           | Giovane                                               | Miroslav Saric                                        | Josh Mitchell                                         |
| HKFC                 | Jerome De Clarens                                     | Zoltan Gheczy                                         | Andrew Wylde                                          | Thomas Smith                                          | Issey Maholo                                          | Shunsuke Nakamura                                     |
| Hong Kong Pegasus    | Dhiego Martins                                        | Eduardo Praes                                         | João Emir                                             | Kristijan Naumovski                                   | Salva Chamorro                                        | Travis Major                                          |
| Kitchee              | Fernando Azevedo                                      | Dani Cancela                                          | Rufino                                                | Krisztián Vadócz                                      | Kim Dong-jin                                          | Kim Bong-jin                                          |
| KMB Yuen Long        | Stefan                                                | Luciano Silva                                         | Diego Higino                                          | Aleksandar Ranđelović                                 | Ticão                                                 |                                                       |
| Kwoon Chung Southern | Tomas                                                 | Wellingsson Souza                                     | Diego Garrido                                         | Dieguito                                              | Marcos Jiménez                                        | Tomoya Uchida                                         |
| Lee Man Rangers      | Fernando Recio                                        | Jordi Tarrés                                          | Clayton                                               | Denis                                                 | Berg                                                  | Gee Kyung-hun                                         |
| South China          | Luiz Carlos                                           | Mahama Awal                                           | Bojan Mališić                                         | Nikola Komazec                                        | Marko Perović                                         | Yusuke Kato                                           |
| Wofoo Tai Po         | Paulo César                                           | Lucas Silva                                           | Dudu                                                  | Lima                                                  | David Lazari                                          | Yuto Nakamura                                         |
| R&F                  | Solo pueden registrar jugadores de China y Hong Kong. | Solo pueden registrar jugadores de China y Hong Kong. | Solo pueden registrar jugadores de China y Hong Kong. | Solo pueden registrar jugadores de China y Hong Kong. | Solo pueden registrar jugadores de China y Hong Kong. | Solo pueden registrar jugadores de China y Hong Kong. |

| Club | HK Player 1    | HK Player 2   | HK Player 3    | HK Player 4 | HK Player 5 | HK Player 6 | HK Player 7 | HK Player 8  |
| ---- | -------------- | ------------- | -------------- | ----------- | ----------- | ----------- | ----------- | ------------ |
| R&F  | Chuck Yiu Kwok | Liang Zicheng | Tsang Kin Fong | Jing Teng   | Lam Wan Kit | Lau Tak Yan | Chen Liming | Lam Hin Ting |

## Tabla de posiciones
| Pos | Equipo       | PJ | PG | PE | PP | GF | GC | Dif | Pts |
| --- | ------------ | -- | -- | -- | -- | -- | -- | --- | --- |
| 01. | Kitchee      | 20 | 16 | 03 | 01 | 54 | 08 | +46 | 51  |
| 02. | Eastern      | 20 | 15 | 04 | 01 | 60 | 25 | +35 | 49  |
| 03. | Southern     | 20 | 10 | 06 | 04 | 48 | 21 | +27 | 36  |
| 04. | South China  | 20 | 11 | 02 | 07 | 34 | 26 | +8  | 35  |
| 05. | Yuen Long FC | 20 | 09 | 04 | 07 | 36 | 23 | +13 | 31  |
| 06. | Tai Po       | 20 | 09 | 04 | 07 | 29 | 21 | +8  | 31  |
| 07. | HK Rangers   | 20 | 07 | 05 | 08 | 31 | 33 | -2  | 26  |
| 08. | HK Pegasus   | 20 | 07 | 05 | 08 | 35 | 35 | +0  | 26  |
| 09. | BCGS Sapling | 20 | 02 | 04 | 14 | 24 | 55 | -31 | 10  |
| 10. | R&F          | 20 | 03 | 01 | 16 | 13 | 53 | -40 | 10  |
| 11. | Hong Kong FC | 20 | 02 | 00 | 18 | 13 | 77 | -64 | 6   |

Pts = Puntos; PJ = Partidos jugados; G = Partidos ganados; E = Partidos empatados; P = Partidos perdidos; GF = Goles anotados; GC = Goles recibidos; Dif = Diferencia de goles

(C) = Campeón.

Actualizado al 4 de mayo.
1. ↑  El South China AA no aplicará para la próxima temporada de la Liga Premier.

|  | Liga de Campeones 2018 (Fase de grupos)             |
|  | Liga de Campeones 2018 (Ronda preliminar)           |
|  | Clasifica a la eliminatoria de liga                 |
|  | Descenso a la Primera División de Hong Kong 2017-18 |

## Play-Off
Cuatro equipos participarán, para disputar el segundo cupo a la Liga de Campeones 2018ː
- Segundo ubicado en la Tabla de posiciones: Eastern AA
- Tercer ubicado en la Tabla de posiciones: Southern District FC
- Campeón de la Copa FA de Hong Kong 2016-17: Kitchee SC. Clasifica el cuarto de la tabla de posiciones: South China AA
- Campeón de la Escudo Senior de Hong Kong 2016-17: Kitchee SC. Clasifica el quinto de la tabla de posiciones: Yuen Long FC.

|  | Semifinales          | Semifinales          | Semifinales          |                      |            | Final      | Final | Final |  |
|  |                      |                      |                      |                      |            |            |       |       |  |
|  |                      |                      |                      |                      |            |            |       |       |  |
|  | South China AA       | South China AA       | 1                    |                      |            |            |       |       |  |
|  | South China AA       | South China AA       | 1                    |                      |            |            |       |       |  |
|  | Eastern AA           | Eastern AA           | 6                    |                      |            |            |       |       |  |
|  | Eastern AA           | Eastern AA           | 6                    |                      | Eastern AA | Eastern AA | 3     |       |  |
|  |                      |                      |                      |                      | Eastern AA | Eastern AA | 3     |       |  |
|  |                      |                      | Southern District FC | Southern District FC | 0          |            |       |       |  |
|  | Yuen Long FC         | Yuen Long FC         | Southern District FC | Southern District FC | 0          | 1          |       |       |  |
|  | Yuen Long FC         | Yuen Long FC         |                      |                      |            | 1          |       |       |  |
|  | Southern District FC | Southern District FC | 3                    |                      |            |            |       |       |  |
|  | Southern District FC | Southern District FC | 3                    |                      |            |            |       |       |  |
|  |                      |                      |                      |                      |            |            |       |       |  |

## Estadísticas

### Goleadores
Fuente:
| Posición | Jugador         | Club               | Goles |
| -------- | --------------- | ------------------ | ----- |
| 1        | Sandro          | Kitchee            | 21    |
| 2        | Manuel Bleda    | Eastern            | 16    |
| 3        | Nikola Komazec  | South China        | 13    |
| 3        | Jordi Tarrés    | Lee Man Rangers    | 13    |
| 5        | Lucas           | Woo Tai Po         | 11    |
| 6        | Everton Camargo | Biu Chun Glory Sky | 10    |
| 6        | Giovane         | Eastern            | 10    |